# Pollackrogen

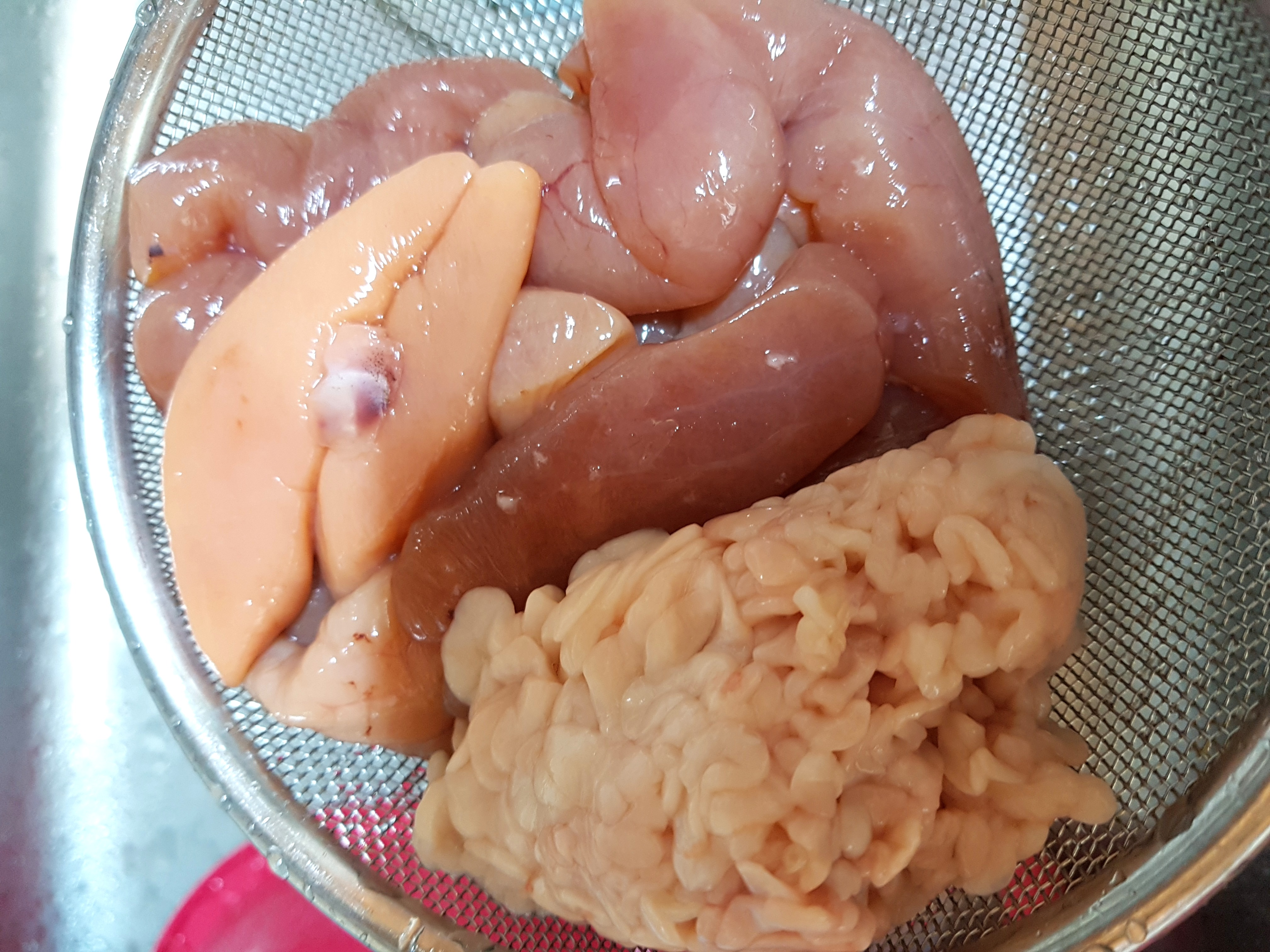
Leber, Rogen und Fischmilch des Pazifischen Pollacks

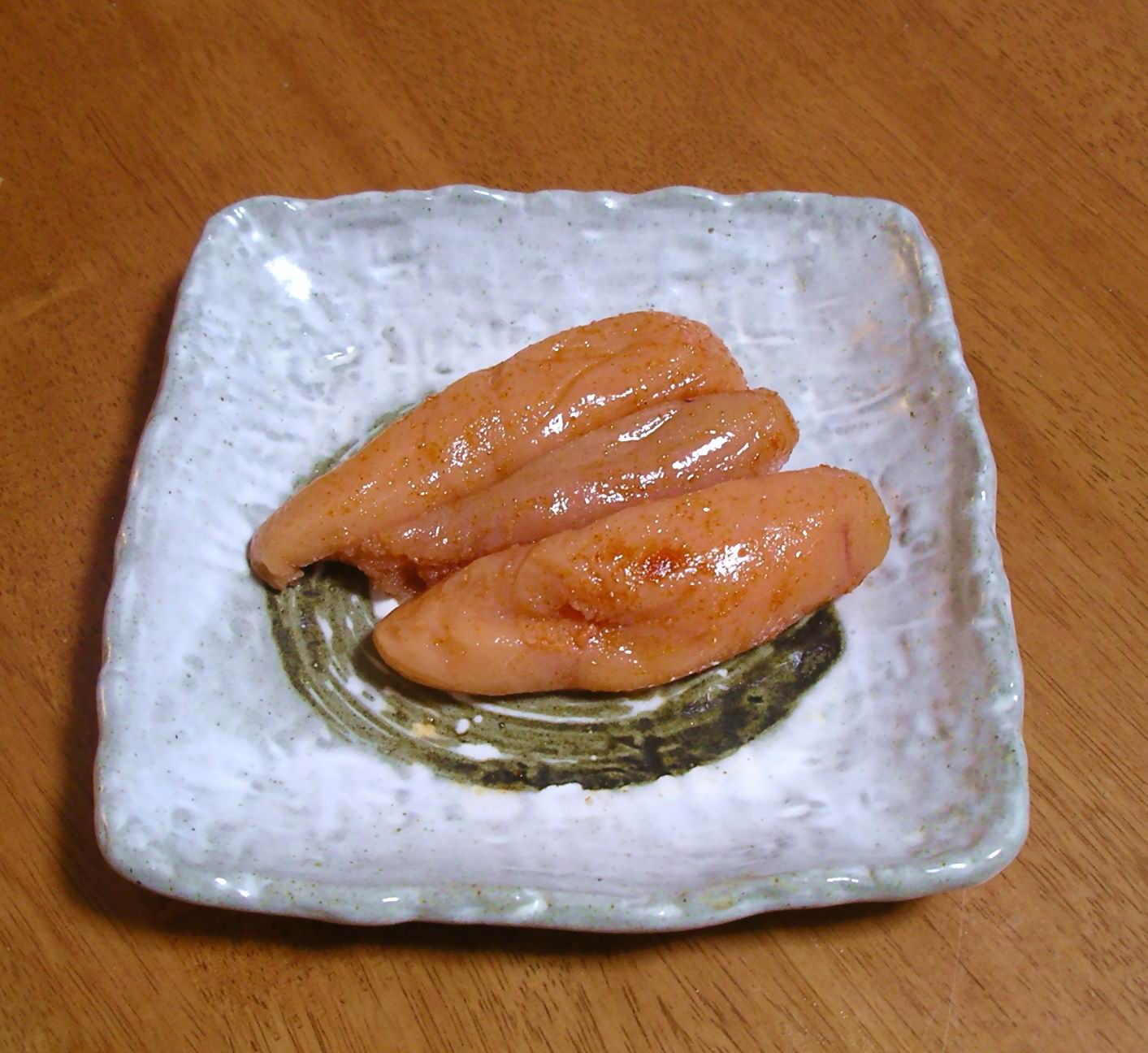
Mentaiko

Pollackrogen (kor. 명란 Myeongnan) ist der Rogen des Pazifischen Pollacks. Gesalzener Pollackrogen (jap. 明太子 Mentaiko; kor. 명란젓 Myeongnanjeot) ist ein typischer Bestandteil vieler koreanischer und japanischer Gerichte. Vor allem die Region um Fukuoka ist bekannt dafür. Er besteht aus dem Rogen des Pazifischen Pollack, der mit rotem Paprika zubereitet wird. Pollackrogen wird oft zu Reis gegessen. Er kann auch mit Sahne, Milch oder Margarine gemischt und als Paste für Brot oder als Pasta-Sauce verwendet werden.